# Ефердинг
Ефердинг град је у Аустрији, смештен у северозападном делу државе. Значајан је град у покрајини Горња Аустрија, где је седиште истоименог округа Ефердинг.

## Природне одлике
Ефердинг се налази у северозападном делу Аустрије, 230 км западно од Беча. Главни град покрајине Горње Аустрије, Линц, налази се 25 km источно од града.
Град Ефердинг се сместио у валовитом подручју средишње Горње Аустрије, 3 km јужно од Дунава. Надморска висина града је око 270 m. 

## Становништво
| 1971. | 1981. | 1991. | 2001. | 2011. |
| ----- | ----- | ----- | ----- | ----- |
| 3.023 | 3.111 | 3.152 | 3.393 | 3.768 |

Данас је Ефердинг град са око 3.700 становника. Последњих деценија број градског становништва се повећава.

## Партнерски градови
- Пасау

## Галерија
- Римокатоличка Црква св. Иполита
- Дворац Штаремберг
- Куће на главном градском тргу
- Градска железничка станица